# Friedrich Klimke
Friedrich Klimke (* 8. Juni 1878 in Golleow, Provinz Schlesien, Preußen, heute polnisch Golejów; † 9. Januar 1924 in Rom) ist ein deutsch-polnischer Philosoph, der der neothomistischen Scholastik zuzurechnen ist.

## Leben
Nach seinem Beitritt in den Jesuitenorden 1897 nahm Klimke im österreichischen Neu Sandez (Galizien) das Studium der Philosophie auf, das er an der Theologischen Fakultät der Jesuiten im holländischen Valkenburg fortsetzte. Danach studierte an der Krakauer Jagiellonen-Universität Theologie. Er wurde dort noch in den beiden Amtssprachen Polnisch und Deutsch unterrichtet; auch einige seiner wissenschaftlichen Veröffentlichungen schrieb er in diesen beiden Sprachen. Nach Verlassen der Universität unterrichtete er drei Jahre lang an einem Gymnasium in Chyriw (Galizien). Nach seiner Priesterweihe 1911 setzte er seine philosophischen Studien in Krakau fort. Dort hielt er ab 1914 eine Professur für Philosophie inne, und 1918 wurde Klimke als außerordentlicher Professor für christliche Philosophie an die Universität Innsbruck berufen. 1920 ging er schließlich als Professor für Geschichte der Philosophie an die Päpstliche Universität Gregoriana in Rom, wo er am 9. Januar 1924 starb.

## Bibliographie
- Theorie des psychophysischen Parallelismus. 1906. Ursprünglich in polnischer Sprache erschienen.
- Zeitgenössische Weltanschauungen. 1907. Ursprünglich in polnischer Sprache erschienen.
- Der deutsche Materialismusstreit im neunzehnten Jahrhundert und seine Bedeutung für die Philosophie der Gegenwart.  (= Frankfurter zeitgemäße Broschüren. Neue Folge. Band 26. Heft 9) Verlag Breer & Thiemann. Hamm Westfalen 1907. 38 Seiten.
- Agnostizismus. 1908. Ursprünglich in polnischer Sprache erschienen.
- Der Mensch. Darstellung und Kritik des anthropologischen Problems in der Philosophie Wilhelm Wundts. Verlag Styria. Graz (Österreich) 1908. VIII, 274 Seiten.
- Pragmatismus und Modernismus. 1909. Ursprünglich in polnischer Sprache erschienen.
- Darwin und sein Werk. 1910. Ursprünglich in polnischer Sprache erschienen.
- Die Hauptprobleme der Weltanschauung. (= Sammlung Kösel. Band 37) Verlag Kösel. Kempten 1910. 168 Seiten. Erschien bis 1924 in fünf Auflagen.

Klimkes philosophisch-systematisches Hauptwerk ist
- Der Monismus und seine philosophischen Grundlagen. Beiträge zu einer Kritik moderner Geistesströmungen. Verlag Herder. Freiburg Breisgau 1911. XXIV, 620 Seiten. Erschien bis 1919 in vier Auflagen.

Weitere Werke Klimkes sind
- Monistische Einheitsbestrebungen und katholische Weltanschauung. 1912.
- Monismus und Pädagogik. 1917.
- Monismus und Pädagogik. 2., umgearbeitete Auflage 1918. Verlag Natur und Kultur Dr. Franz Josef Völler. München 1918. 228 Seiten. Mit Erlaubnis der Ordensoberen.
- Institutiones Historiae Philosophiae. 2 Bände. Rom (Italien) 1923.